# Правильная партия
«Правильная партия» (кор. 바른정당 Парын чондан) — политическая партия Республики Корея. Создана 25 января 2017 года антипакскими членами партии «Сэнури» после того, как новым лидером последней стал сторонник президента Пак Кын Хе, дискредитированной скандалом 2016 года. Председателем партии являлся Ю Сын Мин.

## История
Партия была основана на фоне конфликта фракций сторонников и противников Пак Кын Хе в партии «Сэнури». Изначально партия сформирована как парламентская группа в Национальном Собрании, отделившаяся от фракции «Сэнури» в декабре 2016 года. 25 января 2017 года преобразована в политическую партию.
В январе 2018 лидер партии Ю Сын Мин совместно с лидером «Народной партии» Ан Чхоль Су объявили о своих планах по объединению партий в попытке укрепить рейтинг в преддверии местных выборов в июне 2018 года. 13 февраля 2018 было объявлено о роспуске партии и создании партии «Парынмирэдан».

## Результаты на выборах
| Выборы | Кандидат  | Голосов   | %     | Результат |
| ------ | --------- | --------- | ----- | --------- |
| 2017   | Ю Сын Мин | 2 208 771 | 6,76% | Поражение |